# 2015年巴基斯坦陸軍Mi-17直昇機空難
2015年巴基斯坦陸軍Mi-17直昇機空難，是指發生於2015年5月8日，一架由巴基斯坦陸軍航空隊所駕駛的Mi-17運輸直升機墜毀在納爾塔山谷的事故。當地位於巴基斯坦吉尔吉特-巴尔蒂斯坦的吉尔吉特县，至少有6人死於空難，死者包括了挪威與菲律賓大使。

吉尔吉特-巴尔蒂斯坦在巴基斯坦的位置

## 事故
直升機墜入一所學校建築，目前暫無地面人員傷亡的報導。死者有菲律賓駐巴基斯坦大使小多明戈·路森納里歐、挪威駐巴基斯坦大使雷夫·H·拉尔森（Leif H. Larsen）、馬來西亞與印尼大使的妻子 、兩名駕駛員。
巴基斯坦塔利班运动聲稱直升機是他們擊落的，不過巴基斯坦三軍公共關係處（ISPR）則排除了恐怖活動的可能性，並稱事故原因是機械故障。
此次事故的傷亡人數是由时任ISPR的處長阿西姆·萨利姆·巴杰瓦少將在Twitter上公布的 ，倖存者包括了荷蘭與波蘭大使，但有不同程度的受伤。